# Münster (Lech)

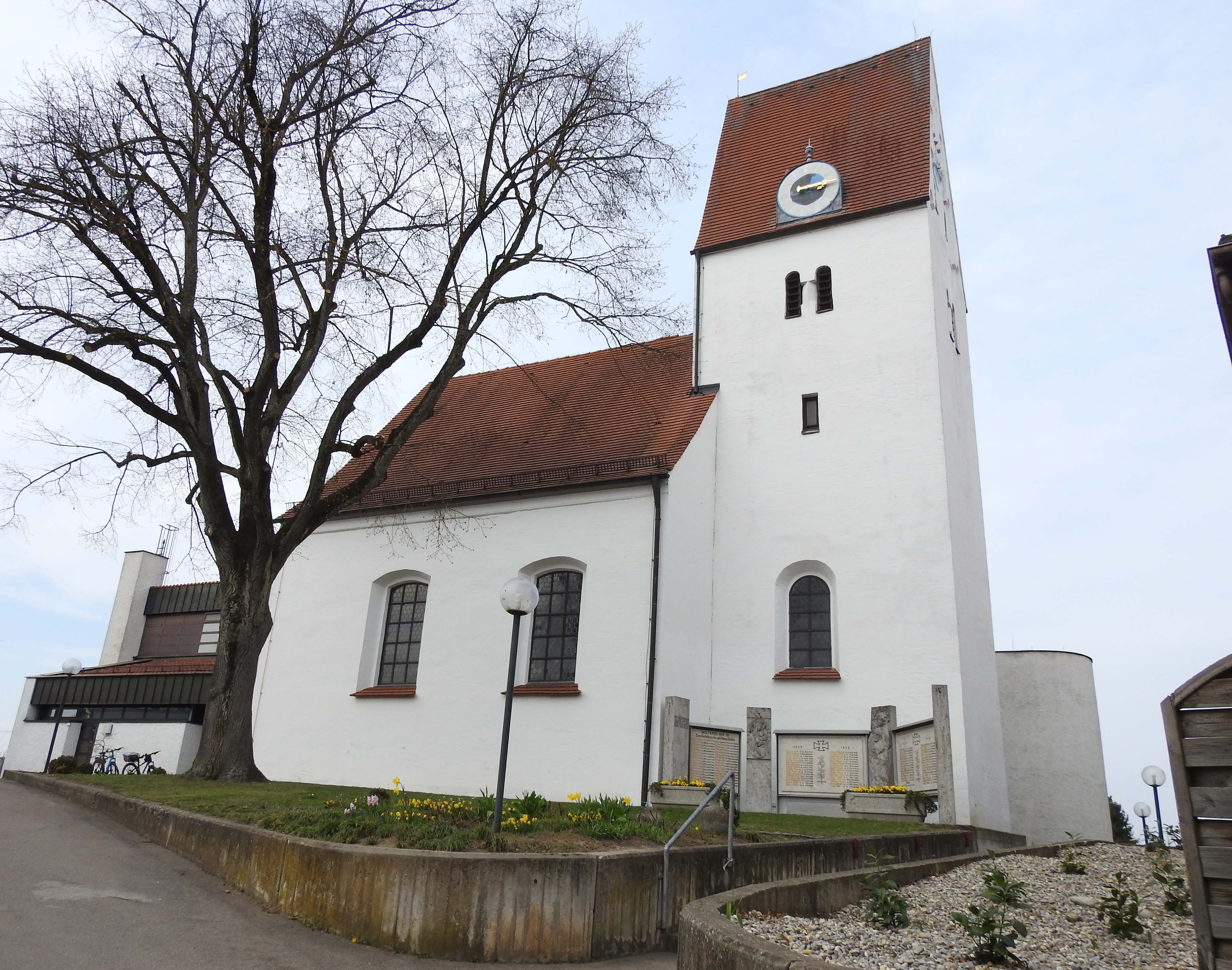
Kirche St. Peter und Paul in Münster

Münster ist eine Gemeinde im schwäbischen Landkreis Donau-Ries.

## Geografie

### Lage
Münster liegt in der Planungsregion Augsburg.

### Gemeindegliederung
Es gibt drei Gemeindeteile (in Klammern ist der Siedlungstyp angegeben):
- Hemerten (Gut)
- Münster (Pfarrdorf)
- Sulz (Gut)

Das Gemeindegebiet besteht aus der Gemarkung Münster und einem Teil des aufgelösten gemeindefreien Gebiets Brand. 

### Nachbargemeinden
- Ellgau (Landkreis Augsburg)
- Holzheim (Landkreis Donau-Ries) (Landkreis Donau-Ries)
- Rain (Lech) (Landkreis Donau-Ries)
- Thierhaupten (Landkreis Augsburg)
- Baar (Schwaben) (Landkreis Aichach-Friedberg)

## Geschichte

### Bis zur Gemeindegründung
Münster gilt als Gründung irisch-schottischer Mönche. Es gehörte später zum Rentamt München und zum Landgericht Rain des Kurfürstentums Bayern. Bis zur Säkularisation 1803 war das Zisterzienser-Kloster Niederschönenfeld wichtigster Grundherr im Ort. Im Zuge der Verwaltungsreformen in Bayern entstand mit dem Gemeindeedikt von 1818 die selbstständige Gemeinde Münster.

### Kreiszugehörigkeit
Bis zum 1. Juli 1972 gehörte Münster zum Landkreis Neuburg an der Donau und wurde dann im Zuge der Gebietsreform in Bayern dem Landkreis Donau-Ries zugeschlagen.

### Gebietsveränderungen
Die Gemeinde Münster trat am 1. Mai 1978 die Gemeindeteile Altenbach und Königsbrunn an das südlich angrenzende Thierhaupten (Landkreis Augsburg) ab. Am 1. Juli 2014 bekam Münster noch eine Teilfläche von 1,5 km² des ehemaligen gemeindefreien Gebietes Brand zugeschlagen.

### Einwohnerentwicklung
Zwischen 1988 und 2018 wuchs die Gemeinde von 850 auf 1176 um 326 Einwohner bzw. um 38,4 %.
| Jahr      | 1961 | 1970 | 1987 | 1995 | 2000 | 2005 | 2010 | 2015 |
| Einwohner | 809  | 735  | 856  | 936  | 1028 | 1073 | 1011 | 1119 |

## Politik

### Gemeinderat
Bei der Wahl zum Gemeinderat am 15. März 2020 konnten die CSU und die Freie Wählergemeinschaft/Freier Bürgerblock jeweils sechs Sitze besetzen, wobei die CSU geringfügig mehr Stimmen erhielt (50,44 %).

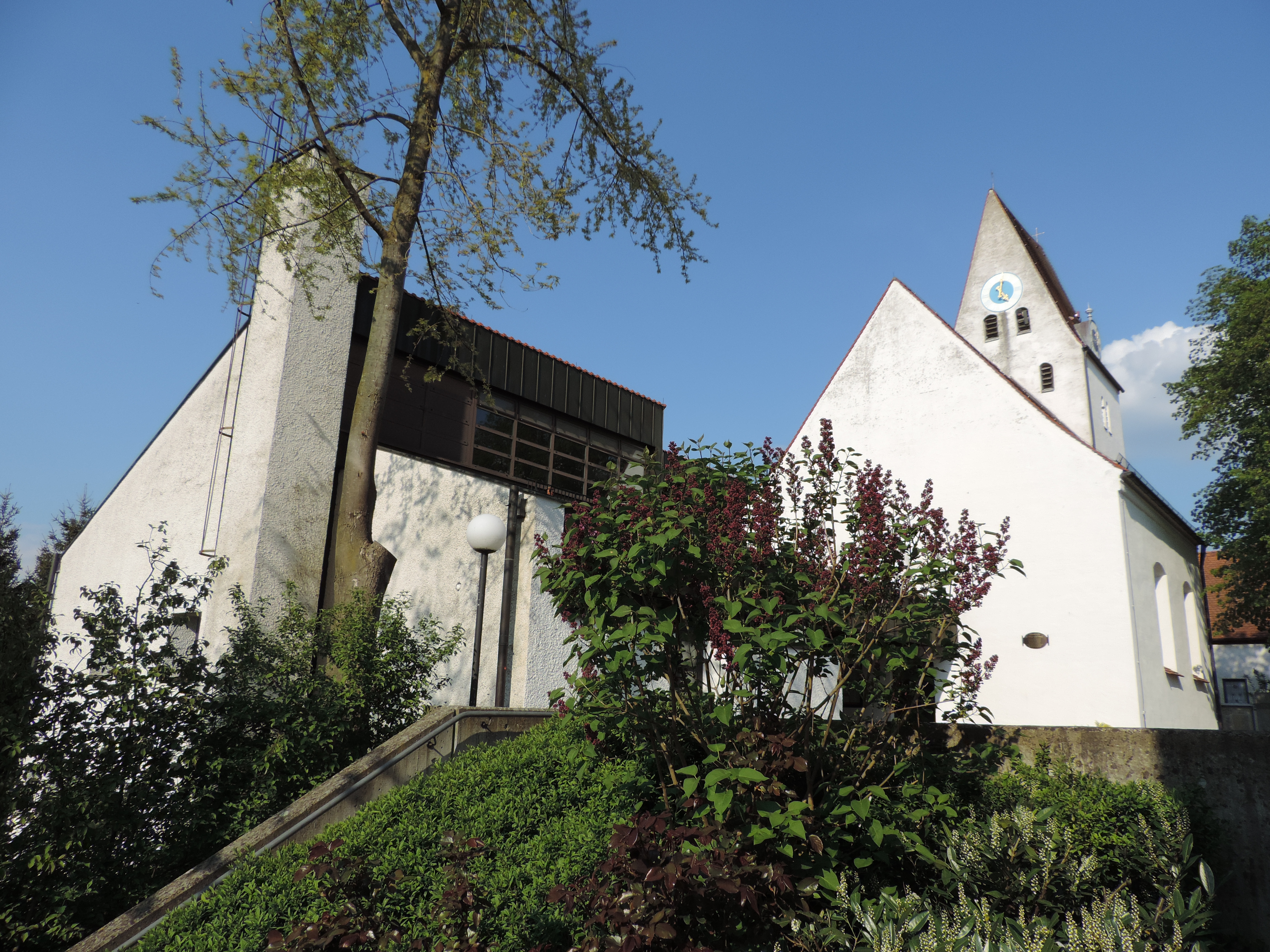
Kirche St. Peter und Paul
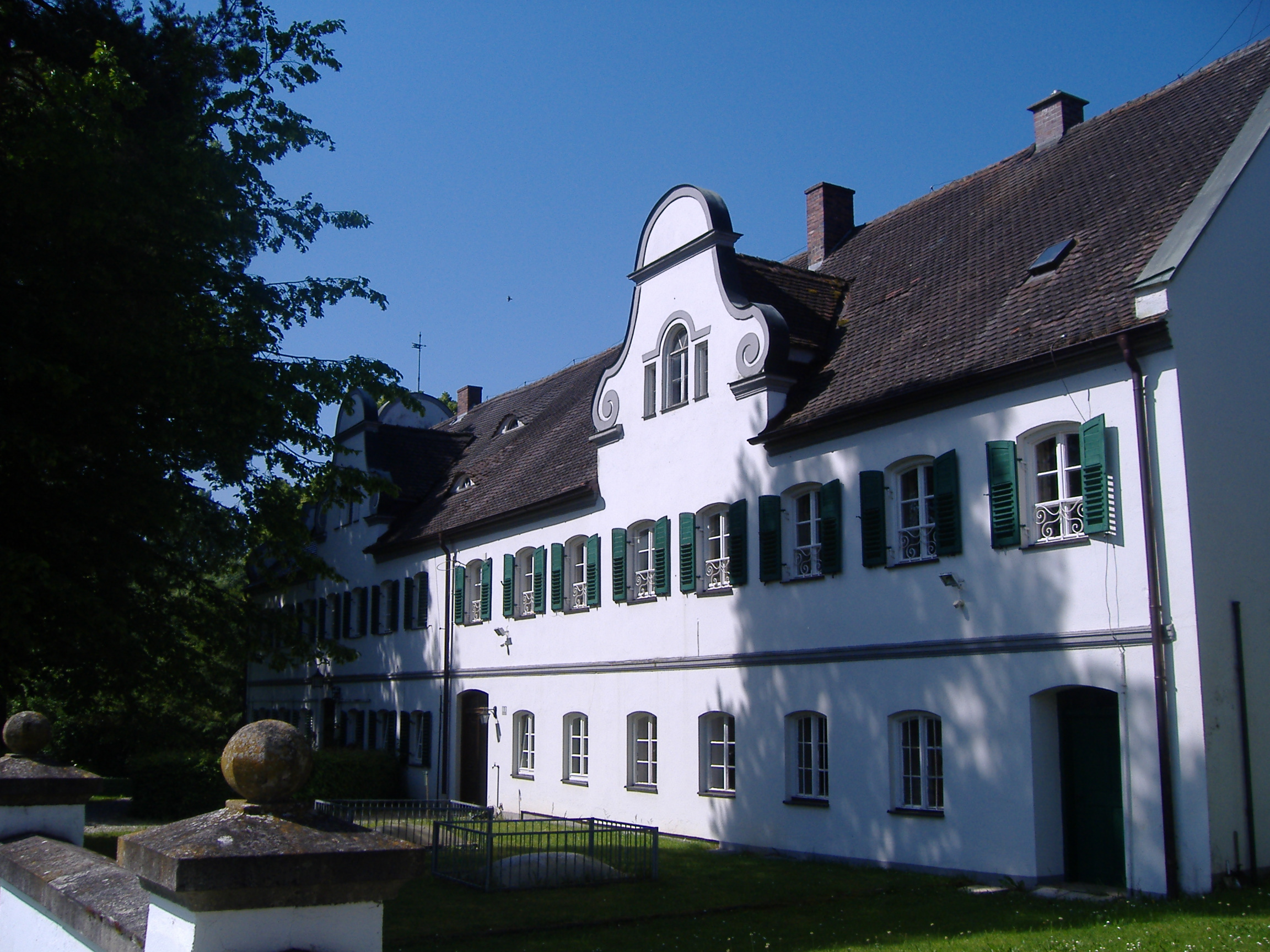
Altes Schloss Hemerten

### Bürgermeister
1. Bürgermeister war von 1978 bis 1994 Konrad Dumberger und von 1994 bis 2008 Alois Stuber. Bei den Kommunalwahlen 2008 und 2014 wurde jeweils Gerhard Pfitzmaier (ohne Mitbewerber) zum 1. Bürgermeister gewählt. 
Dessen Nachfolger ist seit ab 1. Mai 2020 der am 15. März 2020 ohne Mitbewerber gewählte Jürgen Raab (CSU).

## Verwaltung
Die Gemeinde ist Mitglied der Verwaltungsgemeinschaft Rain.

## Wappen
| Wappen Gde. Münster a.Lech | Blasonierung: „Über einem von Silber und Rot gespaltenen, oben mit einem von Schwarz und Silber gespaltenen Wellenbalken begrenzten Schildfuß, geviert von Rot und Silber, belegt mit einem schräggekreuzten silbernen Schlüssel und einem schwarzen Schwert.“ |
| Wappen Gde. Münster a.Lech | |

## Bau- und Bodendenkmäler
- Gut Hemerten

## Wirtschaft und Infrastruktur

### Wirtschaft einschließlich Land- und Forstwirtschaft
Am 30. Juni 2019 gab es 377 sozialversicherungspflichtig Beschäftigte am Arbeitsort. Die Gemeinde hat sich in den vergangenen Jahren sehr gut entwickelt, denn im Jahr 2000 waren nur 31 sozialversicherungspflichtige Arbeitsplätze im Ort vorhanden. Von der Wohnbevölkerung standen 661 Personen in einer versicherungspflichtigen Tätigkeit.

### Bildung
2020 gab es folgende Einrichtungen:
- 1 Kindertageseinrichtung mit 62 Plätzen (2 Kindergarten- und 1 Krippengruppen; ganztags geöffnet), 52 Besucher
- Grundschule in Holzheim (drei Kilometer), Mittelschule und Realschule in Rain (neun Kilometer)

## Persönlichkeiten
- Franz Xaver Wirth (1845–1913), österreichischer Großindustrieller und Politiker
- Albert Schönberger (* 1949), Komponist und von 1985 bis 2010 Organist am Hohen Dom zu Mainz, verbrachte in Münster seine Kindheit und Jugendjahre und übte hier an der Kirchenorgel.
- Hans-Georg Andreae (1934–2014), Gutsbesitzer und Agrarfunktionär